# Санта Фе (Њу Мексико)
Санта Фе (енгл. Santa Fe; на језику Навахо индијанаца: Yootó), главни и четврти је по величини град америчке савезне државе Њу Мексико. Према процени број становника за 2006. годину је 72.056 становника. Надморска висина на којој се налази град је 2.132 m, што га чини највишим главним градом једне америчке савезне државе.

## Географија
Санта Фе се налази на надморској висини од 2.194 m.

### Клима
| Клима (Санта Фе)           | Клима (Санта Фе) | Клима (Санта Фе) | Клима (Санта Фе) | Клима (Санта Фе) | Клима (Санта Фе) | Клима (Санта Фе) | Клима (Санта Фе) | Клима (Санта Фе) | Клима (Санта Фе) | Клима (Санта Фе) | Клима (Санта Фе) | Клима (Санта Фе) | Клима (Санта Фе) |
| Показатељ \ Месец          | .Јан.            | .Феб.            | .Мар.            | .Апр.            | .Мај.            | .Јун.            | .Јул.            | .Авг.            | .Сеп.            | .Окт.            | .Нов.            | .Дец.            | .Год.            |
| -------------------------- | ---------------- | ---------------- | ---------------- | ---------------- | ---------------- | ---------------- | ---------------- | ---------------- | ---------------- | ---------------- | ---------------- | ---------------- | ---------------- |
| Средњи максимум, °C (°F)   | 6,1 (43)         | 9,3 (48,7)       | 13,4 (56,1)      | 17,9 (64,2)      | 22,8 (73)        | 28,3 (82,9)      | 29,8 (85,6)      | 28,3 (82,9)      | 24,9 (76,8)      | 19,1 (66,4)      | 11,3 (52,3)      | 6,5 (43,7)       | 18,2 (64,8)      |
| Средњи минимум, °C (°F)    | −9,2 (15,4)      | −6,2 (20,8)      | −3,4 (25,9)      | −0,2 (31,6)      | 4,5 (40,1)       | 9,4 (48,9)       | 12,2 (54)        | 11,5 (52,7)      | 7,8 (46)         | 1,8 (35,2)       | −4,7 (23,5)      | −8,9 (16)        | 1,2 (34,2)       |
| Количина падавина, mm (in) | 15 (5,9)         | 13 (5,1)         | 21 (8,3)         | 18 (7,1)         | 32 (12,6)        | 31 (12,2)        | 57 (22,4)        | 54 (21,3)        | 42 (16,5)        | 33 (13)          | 27 (10,6)        | 17 (6,7)         | 363 (142,9)      |
| [ тражи се извор ]         |                  |                  |                  |                  |                  |                  |                  |                  |                  |                  |                  |                  |                  |

## Демографија
По попису из 2010. године број становника је 67.947, што је 5.744 (9,2%) становника више него 2000. године.
|                   | 2010.           | 2000.           |
| Укупно            | 67 947 (100,0%) | 62 203 (100,0%) |
| Хиспаноамериканци | 33 089 (48,70%) | 29 744 (47,82%) |
| Белци             | 31 412 (46,23%) | 29 300 (47,10%) |
| Остали            | 1 777 (2,615%)  | 1 959 (3,149%)  |
| Азијати           | 980 (1,442%)    | 791 (1,272%)    |
| Афроамериканци    | 689 (1,014%)    | 409 (0,658%)    |

## Партнерски градови
- Соренто
- Бухара
- Лос Паласиос и Виљафранка